# 名古屋市電築地線
築地線（つきじせん）は、かつて名古屋市交通局が運営していた、名古屋市電の路線の一つ。名古屋市港区にあった築地口停留場と、同市中川区にあった下之一色停留場を結んでいた。本項では、稲永町停留場から分岐して西稲永停留場に至る築地線支線（つきじせんしせん）についても記述する。

## 路線データ
1962年3月当時
- 区間：
  - 築地線：築地口停留場 - 下之一色停留場間 (7.3 km)
  - 築地線支線：稲永町停留場 - 西稲永停留場間 (0.7km)
- 複線区間：築地口停留場 - 稲永町停留場 - 西稲永停留場間 (2.5 + 0.7km)
- 単線区間：稲永町停留場 - 下之一色停留場間 (4.8 km)
- 併用軌道区間：1.9 + 0.7km
- 新設軌道区間：5.4 km
- 電化区間・方式：全線・架空電車線方式（直流 600 V）
- 停留場数：13 + 2か所（起点・終点を含む）

## 概要
築地線は、名古屋市が築地電軌の軌道線を1937年（昭和12年）に買収したことによって成立した。築地電軌は1916年（大正5年）に設立された企業で、1917年（大正6年）に築地（後の築地口） - 稲永（後の西稲永→稲永町）間に軌道を敷設、1926年（大正15年）までに後に築地線となる築地 - 下之一色間を開業させていた。また、西稲永から分岐して稲永新田に至る築地支線が買収後の1941年（昭和16年）12月30日に開通したが、沿線の工場閉鎖による利用客激減に伴って1947年（昭和22年）8月5日に一旦休止された後、築地線支線として1956年（昭和31年）9月15日に再開業した。再開業時に起終点の停留場名を改めている（西稲永→稲永町、稲永新田→西稲永）。
路線の状況は築地口 - 稲永町 - 西稲永間と稲永町 - 下之一色間とで異なっていた。築地口 - 西稲永間は工業地帯を通る路線であり、戦時中に路線延伸と複線化が実施された。築地口 - 築三町間にあった国鉄名古屋港線を跨ぐ跨線橋と、大手橋 - 一州町間にあった荒子川を渡る橋を除き、名古屋市道金城埠頭線上に敷設された併用軌道であった。また、一州町付近には国鉄西名古屋港線との平面交差が存在していた。一方、稲永町から西の稲永町 - 下之一色間は田園地帯を通り抜ける単線・新設軌道（専用軌道）の路線で、下之一色線に直通し築地口と尾頭橋を結ぶワンマンカーが運行されていた。沿線には釣り堀があり、線路脇から釣り糸をたらす人の姿が見られた。
ワンマンカーの運行が開始されたのは1954年（昭和29年）で、日本の路面電車で初めての試みであった。当初は尾頭橋と築地口を結ぶ70号系統のみであったが、1966年（昭和41年）からは桜山町や大津橋と西稲永を結ぶ51号・52号系統でもワンマン運転が開始された。
1959年（昭和34年）に東海地方を襲った伊勢湾台風によって、道床が流出するなど築地線・築地線支線は全線にわたって甚大な損害を被り、廃止も検討された。結局復旧されることになったが、道路の復旧が優先されたため復旧が遅れ、全線の運行が再開されたのは2年後の1961年（昭和36年）のことである。しかし、このころにはすでに名古屋市電の斜陽化が始まっており、1963年（昭和38年）から市電の撤去が本格化する。その流れに沿って1969年（昭和44年）に稲永町 - 下之一色間が廃止され、残った築地口 - 稲永町 - 西稲永間も1971年（昭和46年）に廃止されて築地線および築地線支線は消滅した。両線全廃から3年たった1974年（昭和49年）に、名古屋市電は全廃されている。

## 年表
- 1917年（大正6年）6月16日 : 築地電軌により、築地（後の築地口） - 稲永新田（初代、後の稲永町）間 (2.5 km) が開業。
- 1925年（大正14年）7月1日 : 稲永新田 - 明徳橋間 (3.6 km) が開業。
- 1926年（大正15年）5月31日 : 明徳橋 - 下之一色間 (1.2 km) が開業し、築地 - 下之一色間が全通。
- 1937年（昭和12年）3月1日 : 名古屋市が築地電軌線を買収し、名古屋市電築地線とする。
- 1938年（昭和13年）6月1日 : 下之一色線との連絡線（下之一色連絡線）が開業し、電車の直通が可能に。
- 1941年（昭和16年）12月30日 : 築地支線西稲永 - 稲永新田間 (0.7km) が開業。
- 1947年（昭和22年）8月5日 : 築地支線休止。
- 1954年（昭和29年）2月28日 : 全線でワンマン運転を開始。
- 1956年（昭和31年）9月15日 : 築地線支線稲永町 - 西稲永間 (0.7km) が開業（築地支線の復活）。
- 1959年（昭和34年）9月27日 : 伊勢湾台風来襲、全線運休。
- 1961年（昭和36年）4月1日 : 築地口 - 弁天裏・稲永町 - 西稲永間復旧・運転再開。この区間の復旧で、名古屋市電の伊勢湾台風被災区間はすべて復旧した。
- 1962年（昭和37年）12月11日 : 大宮司 - 西ノ割間に名四国道を跨ぐ鉄道橋を新設。
- 1966年（昭和41年）2月26日 : 全系統でワンマン運転を開始。
- 1969年（昭和44年）2月20日 : 稲永町 - 下之一色間廃止。
- 1971年（昭和46年）12月1日 : 築地口 - 稲永町 - 西稲永間廃止により、築地線・築地線支線全線廃止。

## 停留場一覧
1937年（昭和12年）8月現在
築地口 - 築地学校前 - 中川堤防 - 中川 - 荒子川東 - 荒子川 - 車庫前 - 稲永 - 大宮司 - 西ノ割 - 多加良浦 - 弁天裏 - 中学前 - 明徳橋 - 東起 - 下ノ一色
1961年（昭和36年）12月現在
築地線： 築地口 - 築三町 - 大手橋 - 一州町 - 稲永町 - 大宮司 - 西ノ割 - 多賀良浦 - 弁天裏 - 西川町二丁目 - 明徳橋 - 東起町五丁目 - 下之一色
築地線支線： 稲永町 - 港西小学校前 - 西稲永
※単線区間（稲永町 - 下之一色間）で電車の交換が可能な停留場は、稲永町・西ノ割・弁天裏・明徳橋・下之一色の5か所。

## 接続路線
- 名古屋市電
  - 築地口停留場：築港線（1917年から1971年まで）、野立築地口線（1937年から1969年まで）
  - 稲永町停留場：築地線支線（1941年から1971年まで）
  - 下之一色停留場：下之一色線（1926年から1969年まで）
- 名古屋市営地下鉄
  - 築地口停留場：名城線（築地口駅、1971年）